# Скандинавско-цыганский язык
Скандинавско-цыганский язык (или скандинавский рома, швед. Rommani, норв. Romani, сканд-цыг. Romani rakripa, альтернативное название tavrigens rakripa) — один из пара-цыганских языков, основу которого составляют отдельные скандинавские языки. В настоящее время на нём говорят в цыганских общинах Швеции (около 25 тыс. человек) и Норвегии (около 6 тыс. человек).
Термин «скандинавско-цыганский язык» был придуман лингвистами. В Швеции этот язык называют resande rommani (путешественнический рома), или же svensk rommani (шведский рома). В Норвегии его называют norsk romani (норвежский рома).
Как и в англо-цыганском в Англии и в языке кало в Испании, скандинавско-цыганский язык базируется на ныне устаревшей цыганской лексике. Большая часть грамматики цыганская, однако традиционная грамматика была потеряна многими носителями языка, и теперь они используют шведскую и норвежскую грамматику. Скандинавско-цыганский язык не следует путать с языком норвежских цыган роди.
Существуют нестандартные формы скандинавско-цыганского языка, поэтому есть различия в лексике, произношении и использовании в зависимости от происхождения говорящих. При записи слова часто пишутся со шведскими (S) и норвежскими (N) буквами (ä, æ, ø, å) и буквенными сочетаниями для передачи некоторых звуков, например: tj — (/ɕ/) или kj — (/ç/ переходящий в /tʃ/) для представления цыган. č /tʃ/ и čh /tʃʰ/. Некоторые примеры написания слов скандинавско-цыганского языка: tjuro (S)/kjuro (N) — нож, gräj (S)/grei (N) — лошадь.